# Stad Vollenhove
Stad Vollenhove was een gemeente in de provincie Overijssel. De gemeente ontstond in 1818 door afsplitsing van Vollenhove en werd in 1942 samengevoegd met de gemeente Ambt Vollenhove tot de gemeente Vollenhove. Nu behoort het gehele gebied tot de gemeente Steenwijkerland.